# Ochyrocera fagei
Ochyrocera fagei är en spindelart som beskrevs av Brignoli 1974. Ochyrocera fagei ingår i släktet Ochyrocera och familjen Ochyroceratidae. Inga underarter finns listade i Catalogue of Life.